# Mercedes Moné
Mercedes Justine Kaestner-Varnado (* 26. Januar 1992 in Fairfield, Kalifornien) ist eine US-amerikanische Wrestlerin. Sie steht derzeit unter ihren Ringnamen Mercedes Moné bei All Elite Wrestling unter Vertrag. Ihr größter Erfolg war der fünffache Erhalt der WWE Women’s Championship sowie der Erhalt der IWGP Women’s Championship bei New Japan Pro-Wrestling und der TBS Championship bei AEW.

## Leben
Mercedes Kaestner-Varnado wurde am 26. Januar 1992 als ältestes Kind von Reo und Judith Varnado geboren. Da ihre Mutter deutsche Wurzeln hat, ist sie halb Deutsche und halb Afroamerikanerin. Ihre Mutter musste sie und ihren autistischen Bruder alleine großziehen, denn ihr Vater verließ die Familie, als sie zwei Jahre alt war.
Auf der Suche nach immer besseren Gesundheitseinrichtungen und Schulen für ihren Sohn reiste die Familie durch das Land, sodass Kaestner-Varnado u. a. in Iowa und Minnesota lebte, bevor sie schließlich mit 16 in Boston ihr neues Zuhause fand. Aufgrund ihrer häufigen Wohnortwechsel und um sich mehr um ihren Bruder kümmern zu können, besuchte Kaestner-Varnado keine öffentliche Schule, sondern wurde online zu Hause unterrichtet.
Ihre Begeisterung für das professionelle Wrestling entwickelte sich etwa im Alter von 10 Jahren, als sie zufällig eine WWE Episode im Fernsehen sah. Von da an verfolgte sie jede Folge und versuchte an verschiedenen Wrestling Schulen aufgenommen zu werden, wurde wegen ihres jungen Alters aber immer wieder abgelehnt. Ihre Bemühungen zahlten sich erst kurz vor ihrem 18. Geburtstag aus, als ein Wrestling Camp in Boston stattfand und sich Kaestner-Varnado als einzige Frau erfolgreich im Camp behaupten konnte.
Seit dem 4. August 2016 ist sie mit Sarath Ton verheiratet, der als Wrestler unter seinem Ringnamen Kid Mikaze in verschiedenen unabhängigen amerikanischen Wrestling-Ligen angetreten und mittlerweile als Kostümdesigner bei der WWE eingestellt ist und dort u. a. die Ringoutfits für seine Frau, Triple H, Apollo Crews und die Bella Twins entworfen hat.
Kaestner-Varnado ist die Cousine des Rappers Snoop Dogg.

## Wrestling-Karriere

### Independent-Ligen (2010–2012)
Bei Chaotic Wrestling begann sie ihre Karriere unter dem Namen Mercedes KV. Am 8. August 2010 gab sie ihr Debüt, als sie mit Nikki Roxx gegen Alexxis und Danny E verlor. Ihren ersten Sieg konnte sie Anfang 2011 an der Seite von Nikki Roxx feiern und bald darauf auch ihren ersten Erfolg in einem Einzel-Match, als sie Mistress Belmont bezwang. Am 2. Dezember 2011 besiegte sie Alexxis in einem I Quit-Match und gewann somit die Chaotic Wrestling Women’s Championship, den ersten Titel in ihrer Karriere. Am 18. August 2012 wurde verkündet, dass sie einen Vertrag bei der WWE unterschrieben hatte, weshalb ihre Chaotic Wrestling Women’s Championship vakantiert wurde, womit ihre Regentschaft nach 260 Tagen endete.
Neben Chaotic Wrestling stieg sie auch unter anderem auch für New England Championship Wrestling und National Wrestling Alliance in den Ring. Bei National Wrestling Alliance trat sie unter dem Ringnamen Miss Mercedes an.

### World Wrestling Entertainment (2012–2022)

#### The BFFs undNXT Women’s Champion(2012–2014)

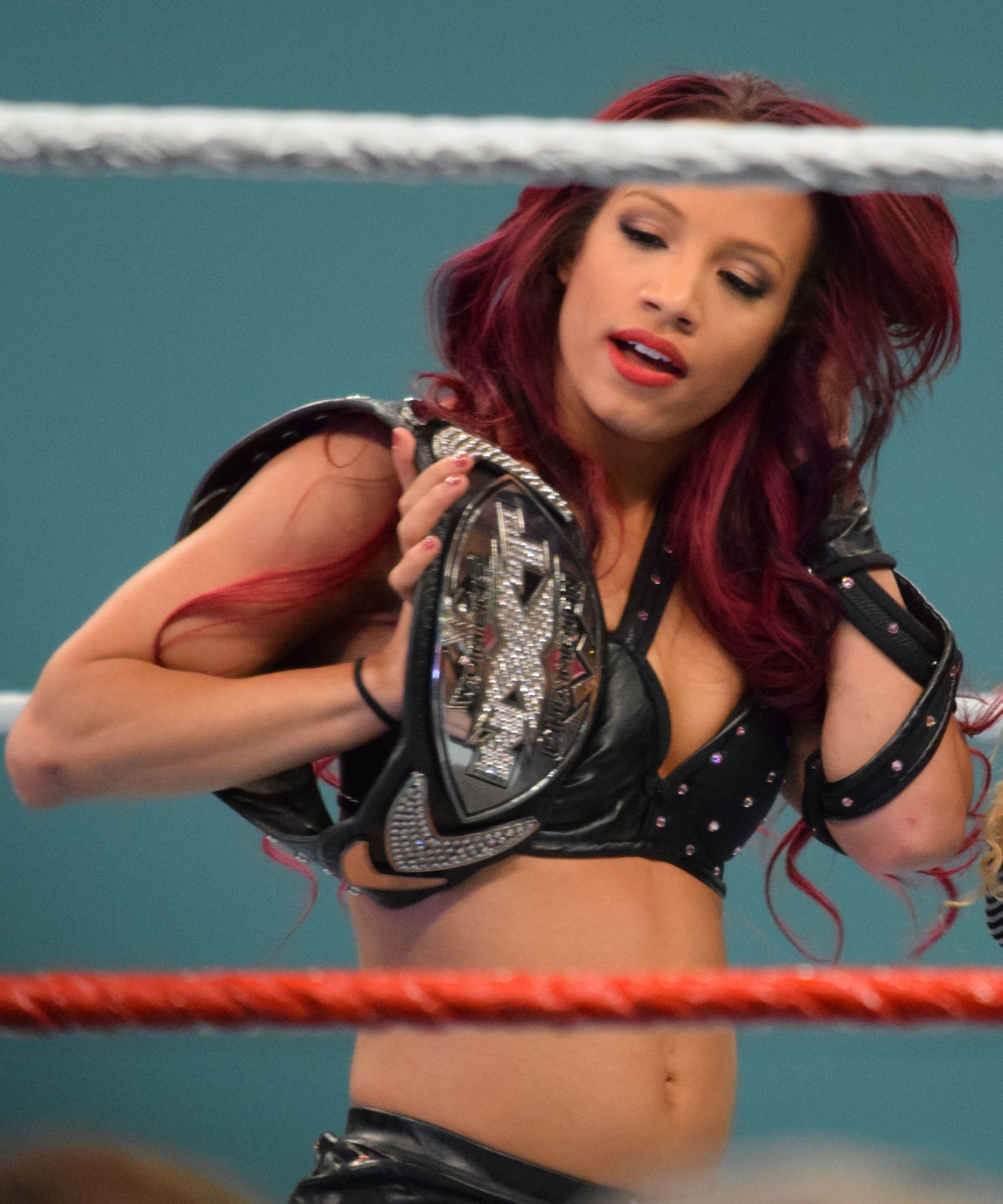
NXT Women’s Champion Banks im Jahr 2015

Zu Beginn trat sie unter ihrem alten Ringnamen Mercedes KV an und trat in Houseshow-Matches auf, ehe sie im November den Namen Sasha Banks annahm. Ihr erstes Houseshow-Match unter dem neuen Namen gegen Summer Rae verlor sie. Ihren ersten Sieg bei der WWE holte sie sich am 23. Januar 2013 gegen Alicia Fox. Im Juni nahm sie an einem Turnier teil, um die erste NXT Women’s Championship zu bestimmen, doch sie verlor bereits in der ersten Runde gegen Summer Rae. Bei WWE NXT bildete sie gemeinsam mit Summer Rae und Charlotte das Stable BFFs. Mitte Januar 2014 wurde Summer Rae ins Main Roster berufen, woraufhin die BFFs häufiger verlieren musste. Bei WrestleMania XXX war Banks Teil der Entrance von Triple H in seinem Match gegen Daniel Bryan, ehe sie, zurück bei NXT, mit Charlotte gegen Paige und Emma gewann. Im Mai nahm sie an einem weiteren Turnier um die NXT Women’s Championship teil, gewann in der ersten Runde gegen Bayley, unterlag daraufhin aber Natalya. Es folgten kleinere Matches gegen Alexa Bliss und eine Wiedervereinigung mit Summer Rae, als die BFFs in Vollbesetzung gegen Paige, Emma und Bayley verloren. Am 3. Juli 2014 besiegten sie und Charlotte, Bayley und Becky Lynch, woraufhin Charlotte ihre Partnerin bei einem Angriff von Bayley im Stich ließ. In einem Backstage-Segment wurden die BFFs kurz darauf offiziell von ihr aufgelöst. Bei TakeOver: R Evolution verlor Sasha Banks das Titelmatch gegen Charlotte. Bei TakeOver: Rival gewann sie zum ersten Mal die NXT Women’s Championship , indem sie Charlotte, Bayley und Becky Lynch in einem Fatal 4-Way Match besiegte. Bei TakeOver: Unstoppable traf sie auf ihre alte Partnerin Becky Lynch, doch Lynch scheiterte am Titelgewinn. Am 15. Juli 2015 verteidigte sie erfolgreich ihren Titel gegen Charlotte. Bei TakeOver: Brooklyn verlor sie ihren Titel an Bayley. Bei WWE Takeover Respect folgte das Rückmatch, welches sie in einem 30-minütigen Iron-Man-Match verlor.

#### Women’s Revolution und Team B.A.D. (2015–2016)

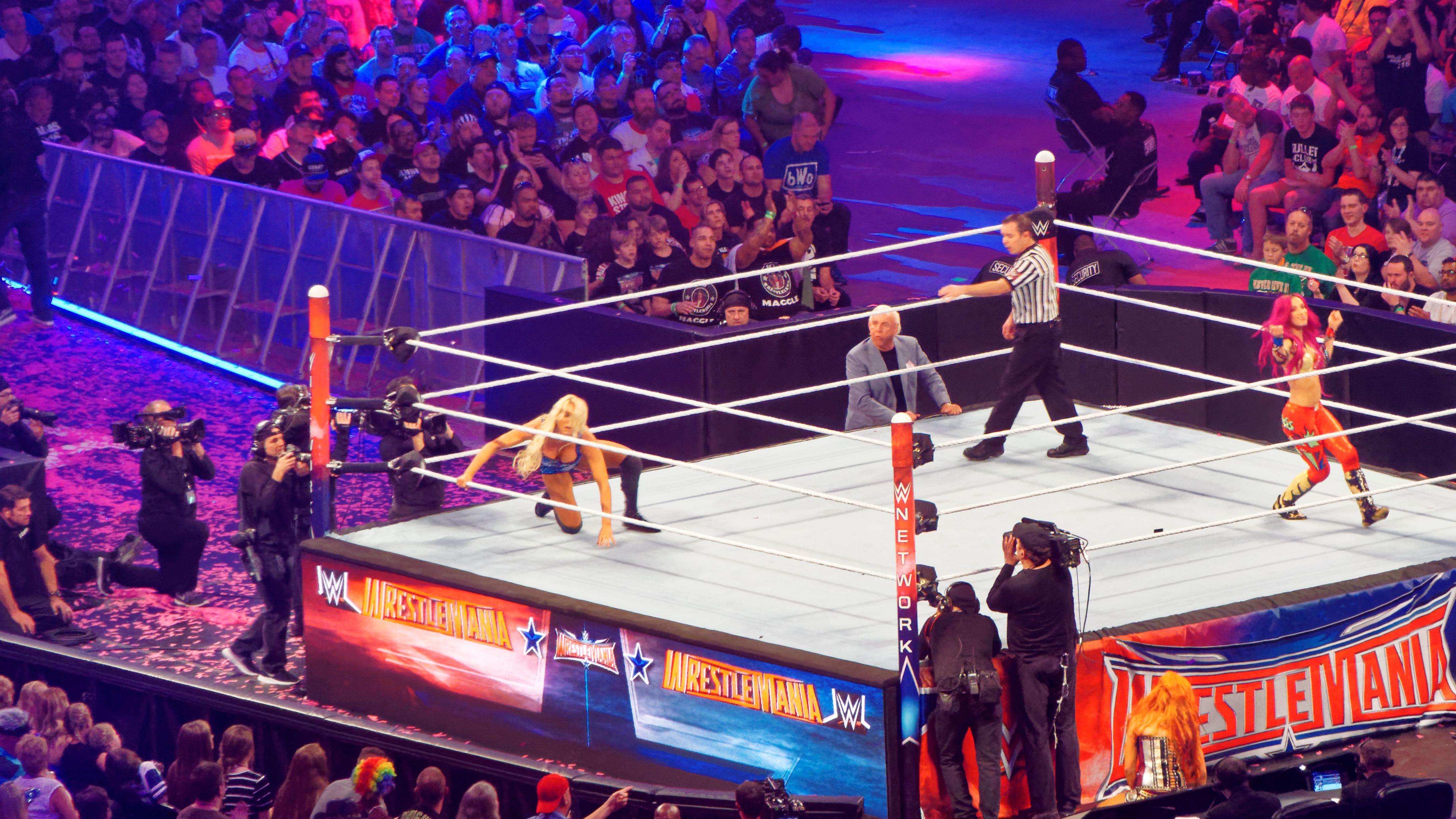
Flair vs. Lynch vs. Banks um die neu eingeführte Women’s Championship bei WrestleMania 32

Sasha Banks bestritt am 30. Dezember 2014 ihr erstes Match im Main Roster bei WWE Main Event gegen Charlotte, welches sie verlor. Dieser Auftritt war jedoch einmalig, denn sie feierte ihr eigentliches Debüt am 13. Juli 2015, nachdem Stephanie McMahon eine Revolution in der Diven Divisíon ankündigte. Zuerst stellte sie Charlotte und Becky Lynch an die Seite von Paige, ehe Naomi und Tamina herauskamen und ihren Platz forderten. Daraufhin kündigte Stephanie McMahon Sasha Banks an, die sich Naomi und Tamina anschloss. Die 3 waren fortan als Team BAD unterwegs. Team BAD fehdete gegen Team PCB (Paige, Charlotte und Becky Lynch) und gegen Team Bella (Nikki Bella, Brie Bella und Alicia Fox). Sechs Tage später gab sie ihr PPV-Debüt, als sie gegen Charlotte und Brie Bella in einem Triple-Threat-Match antrat, welches Charlotte schließlich gewann. Beim SummerSlam trafen die drei Teams in Vollbesetzung aufeinander, doch Team PCB gewann das Match. Bei der Raw-Ausgabe vom 2. November 2015 verlor sie gegen Paige in einem Fatal Four Way Match, in das auch Becky Lynch und Brie Bella involviert waren. Am 14. Dezember 2015 gewann sie bei TLC: Tables, Ladders & Chairs gegen Becky Lynch. Bei der Raw-Ausgabe vom 28. Dezember 2015 gewann sie erneut gegen Becky Lynch. Sie verletzte sich nach dem Match und fiel deshalb aus. Am 24. Januar 2016 feierte sie beim Royal Rumble ihre Rückkehr, indem sie nach dem Match zwischen Charlotte und Becky Lynch beide angriff. Bei der Raw-Ausgabe vom 1. Februar 2016 wurde sie von ihren Stable-Kolleginnen Naomi und Tamina angegriffen, womit Team BAD aufgelöst wurde. Beim PPV WWE Fastlane am 21. Februar 2016 besiegte sie gemeinsam mit Becky Lynch in einem Tag-Team-Match ihre ehemaligen Stable-Kolleginnen Naomi und Tamina. Am 3. April 2016 bei WrestleMania 32 bestritten Banks, Charlotte und Becky Lynch ein Triple-Threat-Match um die neu eingeführte WWE Women’s Championship, welches Charlotte gewann.

#### Raw Women’s Champion(2016–2017)

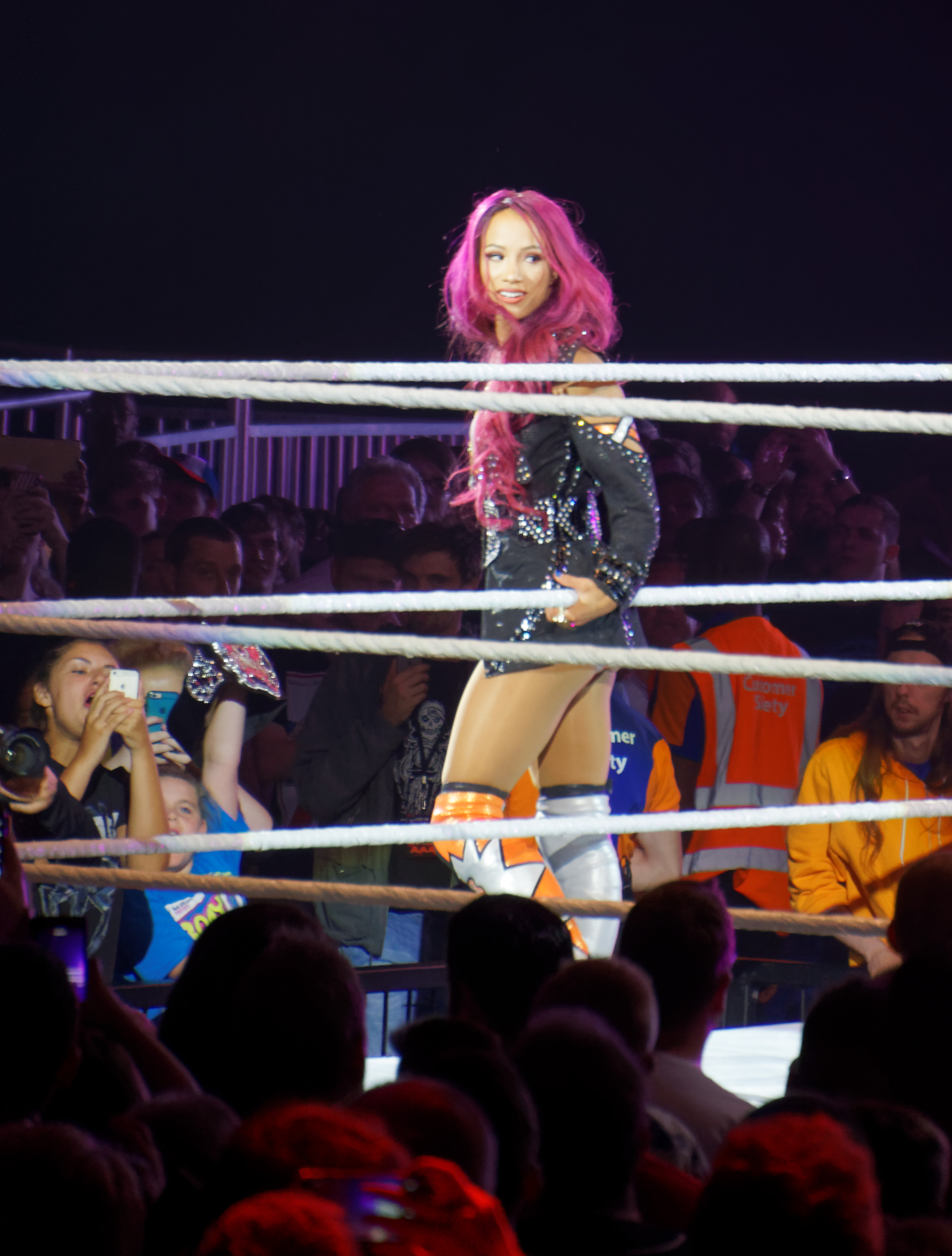
Banks bei WWE Live im Jahr 2016

Nachdem sie bei Battleground am 24. Juli 2016 in einem Tag-Team-Match mit der debütierenden Bayley gegen Charlotte und Dana Brooke gewann, folgte bei der nächsten RAW-Ausgabe am Tag danach ein Titelmatch um die WWE Women’s Championship zwischen Sasha Banks und Charlotte. Dieses konnte Sasha Banks für sich entscheiden, womit sie erstmals Championesse wurde. Am 21. August 2016 verlor sie beim SummerSlam den Titel wieder an Charlotte. Bei der Raw-Ausgabe vom 3. Oktober 2016 besiegte sie Charlotte und gewann zum zweiten Mal die WWE Raw Women’s Championship. 30. Oktober 2016 beim PPV Hell in a Cell bestritten sie und Charlotte Flair als erste Frauen ein Hell In A Cell-Match, dabei war dieses Match der Main Event des PPVs, was eine Premiere in der Geschichte der WWE darstellte. In besagtem Match verlor sie ihren Titel an Charlotte Flair. Bei der RAW-Ausgabe vom 28. November durfte sie Charlotte Flair in einem Titel-Rückmatch in einem Falls Count Anywhere-Match besiegen, womit sie die WWE Raw Women’s Championship zum dritten Mal gewann. Am 18. Dezember 2016 bei WWE Roadblock: End of the Line verlor sie den Titel wieder an Charlotte Flair. Bei SummerSlam am 20. August 2017 besiegte sie Alexa Bliss um ihren vierten Raw Women’s Championship zu gewinnen. Knapp zwei Wochen später, am 28. August 2017, verlor Banks bei Raw den Titel wieder an Bliss.

#### The Boss 'N' Hug Connection und Auszeit (2017–2019)
Am 17. Februar 2019 gewann Banks mit ihrer Tag Team Partnerin Bayley, die neu eingeführten WWE Women’s Tag Team Championship in einem Elimination Chamber Match an dem auch die Teams Nia Jax & Tamina, Sonya Deville & Mandy Rose, Naomi & Carmella, Liv Morgan & Sarah Logan sowie auch Billie Kay & Peyton Royce beteiligt waren. Die Regentschaft hielt 49 Tage und verloren die Titel schlussendlich gegen The IIconics Billie Kay & Peyton Royce in einem Fatal 4 Way Tag Team Match an dem auch Nia Jax und Tamina sowie The Divas of Doom Beth Phoenix und Natalya beteiligt waren am 7. April 2019 bei WrestleMania 35. Banks äußerte ihren Unmut hier gegenüber, weshalb sie eine Auszeit gewährt bekommen hat.

#### Rückkehr und Heel-Turn (2019–2020)
Im August 2019 feierte sie ihr Comeback und attackierte Natalya. Am 15. September 2019 bestritt sie ein Match gegen Becky Lynch um die Raw Women’s Championship, dieses Match gewann sie via DQ, nachdem Lynch den Referee mit einem Stuhl ausschaltete. Am 6. Oktober 2019 verlor sie erneut ein Match gegen Becky Lynch um die Raw Women’s Championship. Dies war ein Hell In A Cell Match. Im Rahmen des WWE Drafts wechselte Banks am 11. Oktober 2019 von Raw zu SmackDown. Am 24. November 2019 bestritt sie bei WWE Survivor Series zusammen mit Carmella, Dana Brooke, Lacey Evans und Nikki Cross ein Traditional Survivor Series Elimination Match gegen Natalya, Asuka, Charlotte Flair, Kairi Sane, Sarah Logan, Rhea Ripley, Io Shirai, Bianca Belair, Toni Storm und Candice LeRae. Dieses Match verlor sie. Am 5. Juni 2020 gewann sie zusammen mit Bayley erneut die WWE Women’s Tag Team Championship. Hierfür besiegten sie Alexa Bliss & Nikki Cross. Am 27. Juli 2020 gewann sie die Raw Women’s Championship von Asuka. Die Regentschaft hielt 27 Tage und verlor den Titel am 23. August 2020 wieder an Asuka. Am 30. August 2020 verloren sie die WWE Women’s Tag Team Championship, nach einer Regentschaft von 86 Tagen an Shayna Baszler und Nia Jax.

#### SmackDown und SmackDown Women’s Championesse (2020–2022)
Nach dem Titelverlust turnte Bayley gegen Banks und ließ sie verletzungsbedingt ausfallen. Nach ihrer Rückkehr griff sie Bayley an. Am 25. Oktober 2020 gewann sie bei Hell In A Cell, den WWE SmackDown Women’s Championship von Bayley. Die Regentschaft hielt 167 Tage und verlor den Titel am 10. April 2021 bei WrestleMania 37 an Bianca Belair. Am 26. September 2021 kehrte sie bei Extreme Rules 2021 zurück und griff in das SmackDown Women’s Championship-Match zwischen Bianca Belair und Becky Lynch ein. Am 3. April 2022 gewann sie zusammen mit Naomi erneut die WWE Women’s Tag Team Championship bei WrestleMania 38. Hierfür besiegten sie in einem Fatal-Four-Way-Tag-Team-Match Queen Zelina und Carmella, Rhea Ripley und Liv Morgan sowie Natalya und Shayna Baszler.

#### Bruch mit WWE
Am 16. Mai 2022 bei Raw verließen Banks und Naomi vorzeitig die Show und legten ihre Titel nieder. Es handelte sich dabei nicht um eine geplante Story. Hintergrund waren Unstimmigkeiten über die weiteren Storyline-Pläne, die sich laut Banks und Naomi zu wenig auf Tag-Team-, sondern auf Einzel-Fehden konzentriert hätten. Bei der SmackDown-Ausgabe vom 20. Mai 2022 wurden die Titel dann schlussendlich nach einer Regentschaft von 47 Tagen für vakant erklärt. Am 3. Januar 2023 wurde bekanntgegeben, dass der WWE-Vertrag von ihr Ende 2022 ausgelaufen ist und dieser nicht verlängert worden ist.

### New Japan Pro Wrestling
Am 4. Januar 2023 debütierte Kaestner-Varnado als Mercedes Moné während der Großveranstaltung Wrestle Kingdom 17 bei New Japan Pro-Wrestling. Sie forderte die dort amtierende IWGP Women’s Champion Kairi Sane heraus. Das Match fand am 18. Februar 2023 beim PPV Battle in The Valley 2023 in San Jose, Kalifornien, USA statt. Moné pinnte Kairi und gewann so den Titel.

### All Elite Wrestling (seit 2024)
Sie machte ihr Debüt am 13. März 2024 bei AEW Big Business.

## Filmografie
- 2023: The Collective – Die Jagd beginnt (Film)
- 2020, 2023: The Mandalorian (Fernsehserie)[36]

## Titel und Auszeichnungen

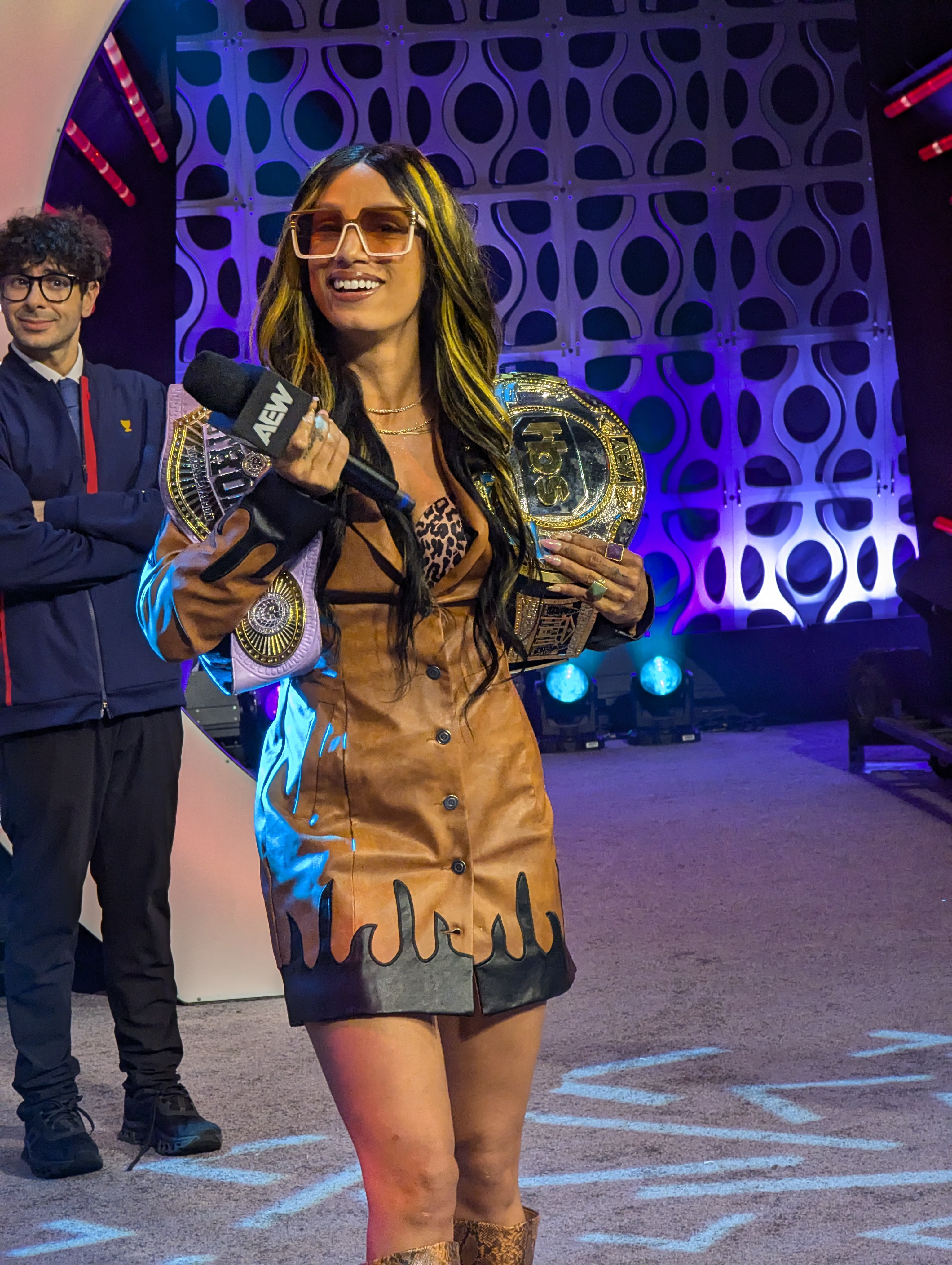
Moné als STRONG Women‘s und TBS Champion, 2024

### Titel
- All Elite Wrestling
  - 1× TBS Championship

- Chaotic Wrestling
  - 1× Chaotic Wrestling Women’s Championship

- Consejo Mundial de Lucha Libre
  - 1× CMLL World Women's Championship

- European Wrestling Association
  - 1× EWA Women's Championship

- Independent Wrestling Entertainment
  - 1× IWE Women’s Championship

- New Japan Pro-Wrestling
  - 1× IWGP Women’s Championship
  - 1× STRONG Women‘s Championship

- Revolution Pro Wrestling
  - 1× Undisputed British Women's Championship

- Ring Wars Carolina
  - 1× RWC No Limitz Championship

- World Wrestling Entertainment
  - 1× NXT Women’s Champion
  - 5× WWE Raw Women’s Champion
  - 1× WWE SmackDown Women’s Champion
  - 3× WWE Women’s Tag Team Champion 2× mit Bayley und 1× mit Naomi

### Auszeichnungen
- All Elite Wrestling
  - 2025: Women's Owen Hart Cup Sieger